# Paul Bouteiller
Pour les articles homonymes, voir Bouteiller (homonymie).
Paul Bouteiller (1921-2011) est un haut fonctionnaire et historien français.

## Biographie

### Origines et formation
Né le 2 mars 1921 dans le 16e arrondissement de Paris, Paul Bouteiller est licencié ès lettres, puis entre à l' Ecole Nationale des Chartes afin de devenir archiviste paléographe (promotion 1943) .Il est également ancien élève de l'École nationale d'administration (promotion Paul-Cambon, 1951-1953).
De janvier à novembre 1945, il est engagé volontaire.

### Carrière
Il fait ses débuts aux Archives nationales (1943). En 1946, il devient lecteur à l'université de Budapest.
En 1953, il sort de l'ENA dans le corps des administrateurs civils. En 1959, il devient conseiller technique au cabinet du secrétaire d'État chargé de l'Évolution du statut personnel du droit musulman, Madame SID CARRA .
En 1962, il est chargé de mission pour les affaires africaines et malgaches auprès de la présidence de la République. En 1967, il est nommé préfet de la Guyane. En 1971, il est adjoint auprès du directeur général des Collectivités locales, avant d'être, l'année suivante, détaché auprès du gouvernement du Sénégal, pour une période de trois ans .
Il est ensuite trésorier payeur général de l'Établissement national des invalides de la marine (1976), de la Polynésie française(1978) et de la Sarthe (1983).

### Retraite et mort
En 1997, il est à la limite de toutes ses années de services et est admis à la retraite.
En 1992, il préside la Société de l'histoire de France.
Il meurt le 15 mai 2011.

### Vie privée
Marié, il a quatre enfants.

## Ouvrages
- La Révolution française de 1848 vue par les Hongrois, Paris, Presses universitaires de France, coll. « Collection franco-hongroise » (no 1), 1949, 166 p. (BNF 31859634).
- Recherches sur la vie et la carrière d'Étienne Pasquier : historien et humaniste du XVIe siècle, Paris, ISI, 1989, 63 p. (BNF 35029415).
- Agde : un port du Languedoc dans la seconde moitié du XVIIIe siècle, Paris, ISI, 1990, 53 + 2 (ISBN 2-907579-03-7).
- Dir., Histoire du ministère de l'Intérieur : de 1790 à nos jours, Paris, La Documentation française, 1993, 325 p. (ISBN 2-11-002922-6).
- L'Hôtel de Beauvau : 96, rue du Faubourg Saint-Honoré : des origines à nos jours : histoire d'un hôtel parisien devenu ministère, Paris, ISI, 1994, 35 p. (BNF 35771658).
- Le Chevalier de Boufflers et le Sénégal de son temps : 1785-1788, Paris, Lettres du monde, 1995, 78 p. (ISBN 2-7301-0093-8).
- Un préfet sous la monarchie de Juillet : Amédée Thierry, préfet de la Haute-Saône de 1830 à 1838, Paris, ISI, ii + 12, II + 12 (ISBN 978-2-907579-94-0 et 2-907579-94-0).
- Un ami du prince de Beauvau : le poète Saint-Lambert, 1716-1803, Paris, Athanor, 1997, 17 + 3 (ISBN 2-907579-91-6).

### Édition
- Recueil de documents sur la vie et l'œuvre d'Étienne Pasquier : avocat, poète et historien, 1529-1615, Paris, ISI, 1991, 73 + 3 (ISBN 2-907579-05-3).

## Décorations
- Grand-officier de l'Ordre national du Mérite[2].
- Commandeur des Palmes académiques[2].
- Commandeur des Arts et Lettres[2].
- Officier de la Légion d'honneur[2].
- Médaille des engagés volontaires[2].